# Equiturismo

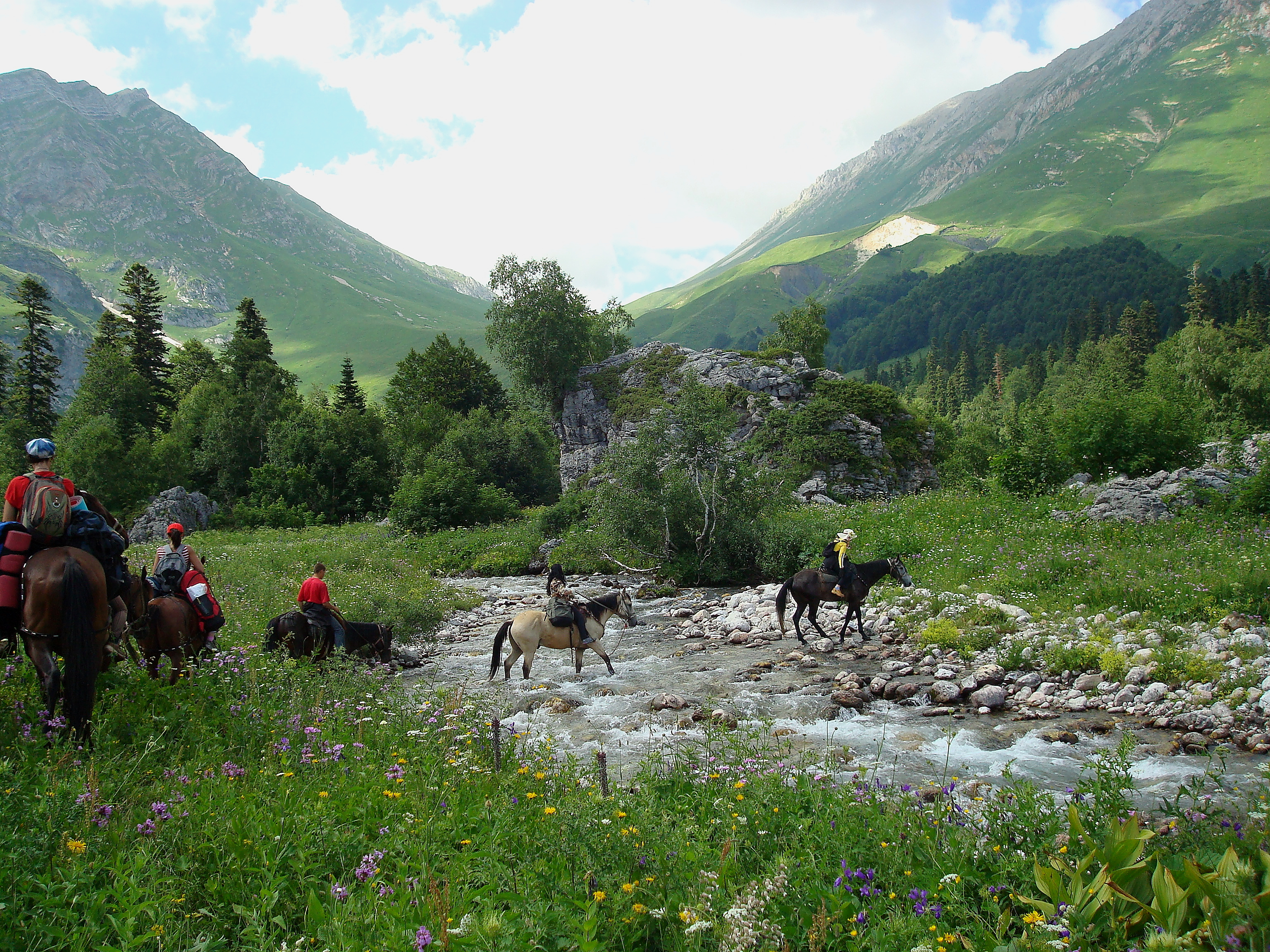
Trekking a cavallo tra le montagne del Caucaso

L'equiturismo, trekking a cavallo o trekking equestre è una pratica dell'equitazione che consiste nell'uso del cavallo per il piacere di cavalcare in luoghi lontani dalla civiltà, ad esempio i campagna, boschi, collina o montagna. Quest'ultima pratica viene talvolta indicata come equitazione alpina o equitazione di montagna.
Normalmente lo si pratica cavalcando l'animale stesso, ma rientrano sotto questa voce anche le attività che prevedono l'uso di veicoli a trazione animale, quali carri o carrozze.

## Descrizione
Non può essere definita propriamente "disciplina sportiva", poiché si pratica solo a scopo ricreativo; tuttavia i cavalli hanno bisogno di un adeguato allenamento per gestire tante ore di marcia. 
Gli itinerari adibiti a questo scopo si chiamano ippovie, normalmente attrezzate per dare la possibilità di intraprendere un viaggio a tappe, anche di diversi giorni, appoggiandosi a strutture idonee per le soste o, ancora meglio, in  agriturismi.
Non esistono particolari razze di cavalli adatte al turismo; molto spesso i cavalli sportivi (trottatori, saltatori) non più adatti alle competizioni, vengono "riciclati" per l'equitazione di campagna. 
Molto importante, invece, è che siano docili e tranquilli: non si devono spaventare se passa un'automobile, una motocicletta, una bicicletta, un cane, un fagiano, ecc.

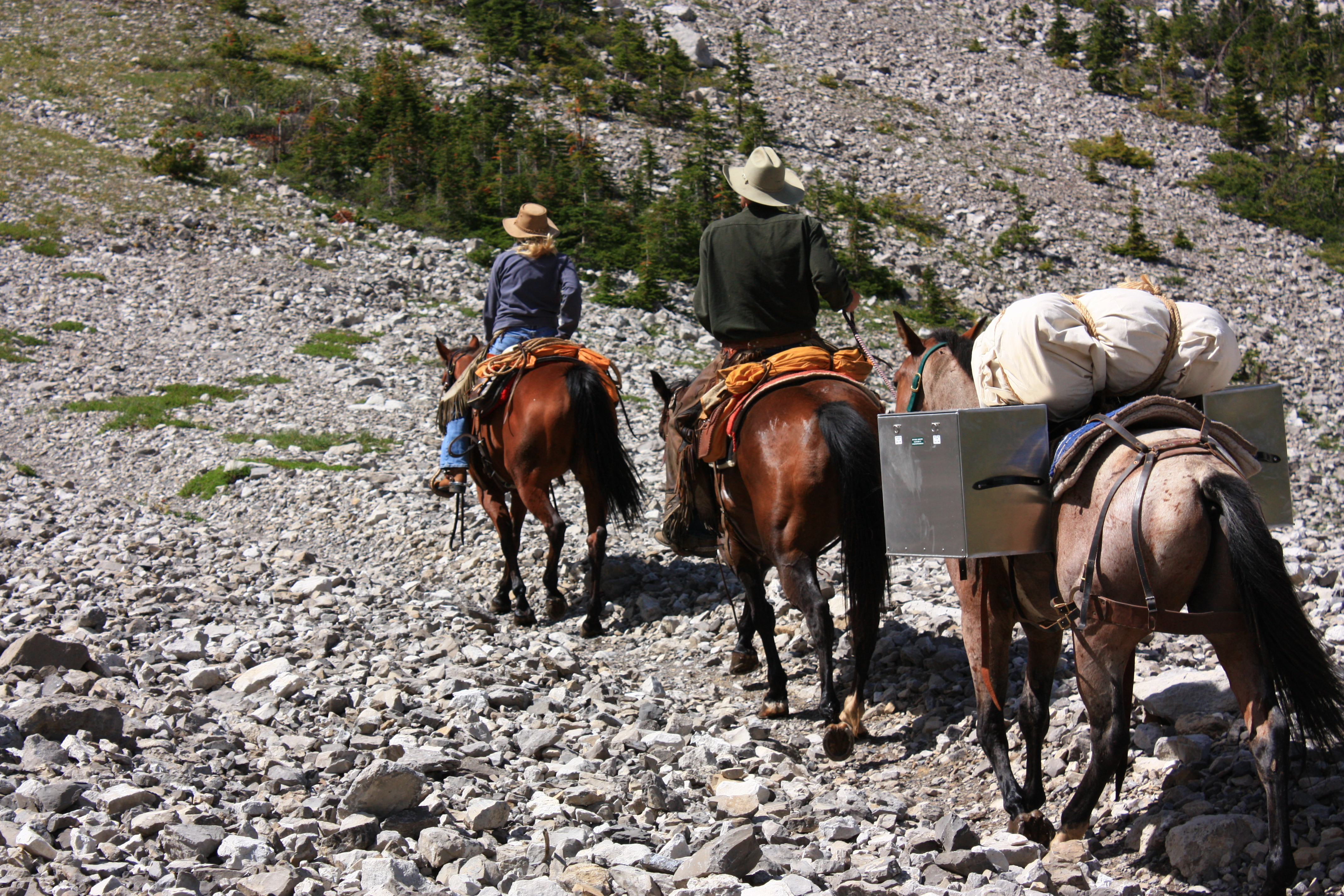
Trekking in USA

In Italia l'attività ricreativa è promossa da FITETREC-ANTE (Federazione Italiana Turismo Equestre), TREC (Associazione Nazionale Turismo Equestre), dal Dipartimento Equitazione di Campagna della FISE (Federazione Italiana Sport Equestri) e dalla ENGEA Ente Nazionale Guide Equestri (ENGEA).

## Nota
L'equiturismo non deve essere confuso con l'"Endurance equestre", sport che prevede un determinato itinerario (in campagna) da percorrere in un tempo prefissato. Le gare di Endurance sono competizioni sportive molto impegnative, sia per il cavallo che per il cavaliere, il quale, ovviamente, deve attenersi a specifici regolamenti.